# Marit Lyckander

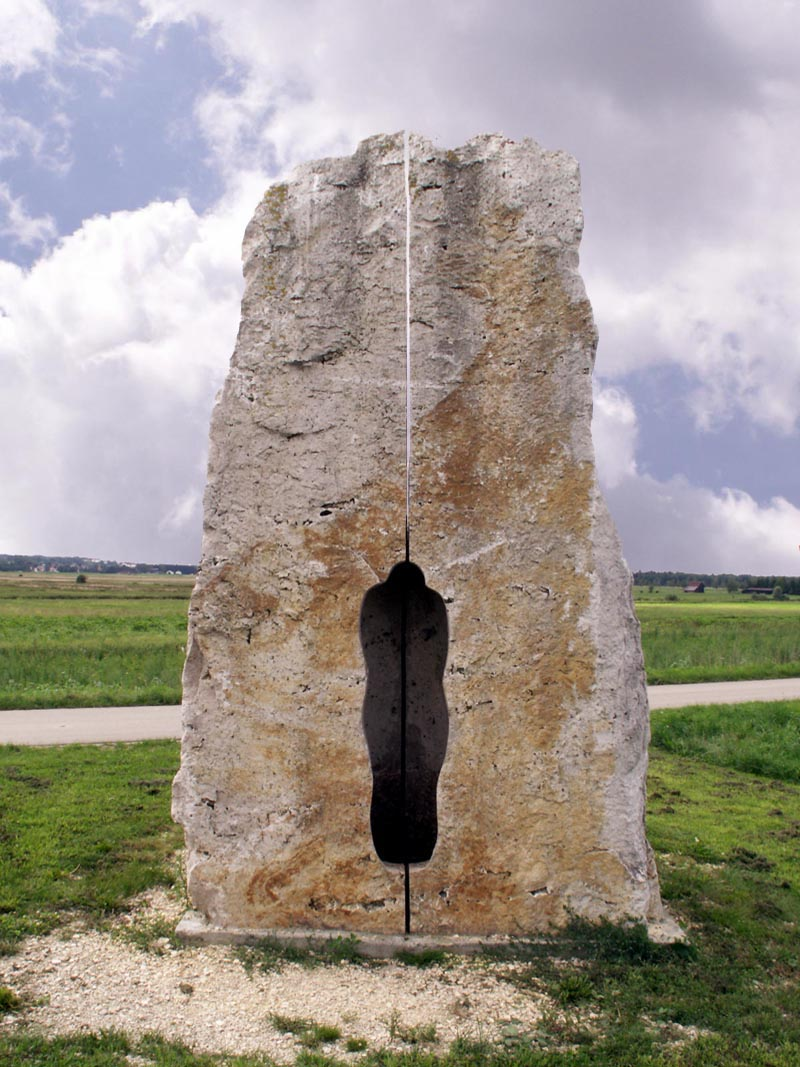
Helt i IV (2000), Oggelshausen

Marit Lyckander (Oslo, 1954) is een Noorse beeldhouwer.

## Leven en werk
Lyckander bezocht van 1972 tot 1973 een teken- en schilderopleiding. Aansluitend bezocht zij van 1973 tot 1977 de Statens Håndverks- og Kunstindustri skole en vervolgens van 1977 tot 1982 de Statens Kunstakademi in Oslo. In 1983 verbleef de steenbeeldhouwer met een beurs in Pietrasanta (dicht bij de marmergroeven van Carrara) in Italië. Lyckander had haar eerste solo-expositie in 1984 in Galleri Tanum in Oslo. Haar werken bevinden zich in de openbare ruimte van vele Noorse, Zweedse en Deense steden.
Lyckander neemt regelmatig deel aan beeldhouwersymposia, onder andere in Oggelshausen (Duitsland), Tjörn (Zweden), Tjølling (Noorwegen) en Fyn (Denemarken).

## Werken in de openbare ruimte (selectie)
- Vannspeil II og Døpefont (1999), Skjold kirke in Bergen
- Helt i IV (2000), Skulpturenfeld Oggelshausen in Oggelshausen (Duitsland)
- Helt i III (2001), Hamar Rådhus in Hamar
- Helt i V (2001), Stadtoilbygget in Kopenhagen
- Være i og gjennom (2002), Vinderen bo og servicesenter in Oslo
- Gjennom IX (2006), Risenga svømmehall in Asker
- Vannsten VI (2008), Urtehagen in Oslo
- Kilden, Gjennom XI og Helt i IX (2009), Rådhusplassen in Ski